# Assalt al tren postal Glasgow-Londres
L'Assalt al tren postal de Glasgow-Londres és el nom que es dona al robatori d'uns 2,6 milions de lliures esterlines (equivalents a 40 milions de lliures en l'actualitat) d'un tren postal (de la Royal Mail), fet que va tenir lloc el dia 8 d'agost de 1963 a Bridego Railway Bridge, Ledburn, prop de Mentmore a Buckinghamshire, Anglaterra. La major part dels diners robats no van ser recuperats. Mai es va trobar a tres dels lladres i dos dels condemnats a presó escaparen. Encara que no portaven armes de foc la sentència estàndard va ser de 30 anys de presó.

## Planificació del robatori
Aquest robatori va ser planificat en diverses parts sense un comandament únic. La mateixa operació del robatori va ser planificada i executada per Bruce Reynolds, la informació va provenir d'un individu desconegut amb l'àlies de "Ulsterman". Els organitzadors de camp van ser Gordon Goody, Buster Edwards i Charlie Wilson, amb Brian Field com l'enllaç entre els lladres i l'informador.

### El tren de la Royal Mail
A les 6:50 PM del dimecres 7 d'agost de 1963 el tren) "Up Special" de l'Oficina Postal Ambulant “travelling post office” (TPO) sortí de l'estació central de Glasgow, a Escòcia cap a l'Euston Station de Londres. El tren era empès per una locomotora dièsel -elèctrica i constava de 12 vagons i transportava 72 treballadors del Post Office.
El correu es va carregar al tren a Glasgow i també durant parades en el viatge o sense parar a partir de sacs penjats expressament.
El segon vagó portava grans quantitat de diners i en aquella ocasió, per haver un dia festiu en els bancs, encara en portava més que les 300.000 lliures de costum.

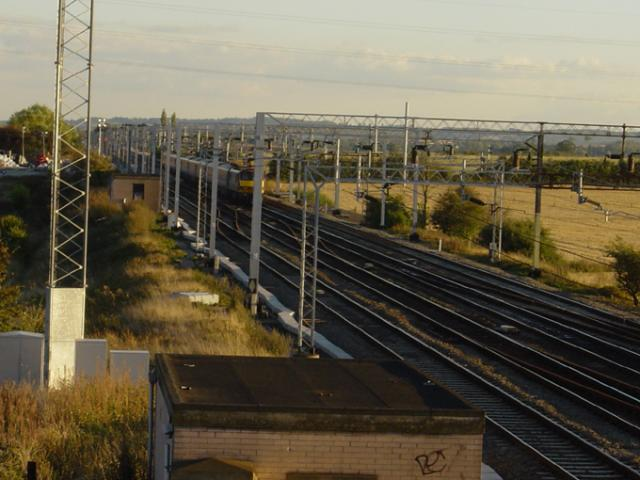
Vista de 'Sears Crossing' on els lladres van prendre el control del tren

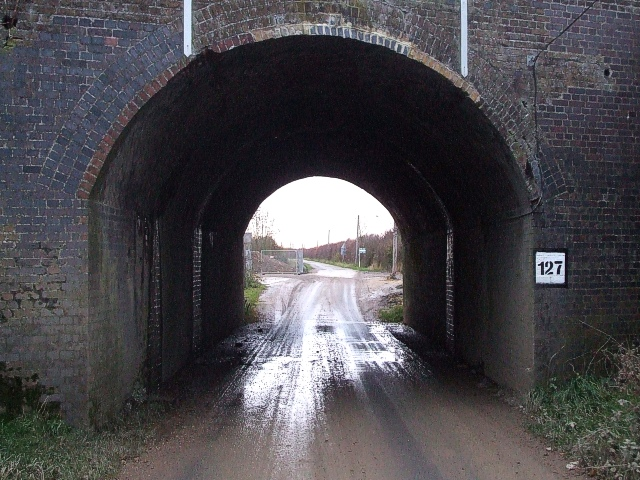
Bridego Bridge, l'escenari del robatori

### Aturament del tren
Just després de les 3 AM el conductor, Jack Mills de Crewe, aturà el tren a West Coast Main Line a un semàfor en vermell a Ledburn, en un lloc conegut com a 'Sears Crossing', entre Leighton Buzzard a Bedfordshire i Cheddington a Buckinghamshire. Però aquest senyal vermell havia estat producte de la manipulació dels lladres.

### El robatori
Els lladres van assaltar el segon vagó on hi havia els diners. Els empleats de l'oficina postal no van presentar resistència efectiva i no hi havia cap policia ni guarda de seguretat al vagó. Els empleats van ser obligats a posar la cara a terra.
Els lladres van treure 121 dels 128 sacs del vagó en 25 minuts, fent una cadena humana, i els van portar a un camió que tenien preparat.
Sembla que en el repartiment van tocar a 150.000 lliures per cada lladre

## Judici als lladres
El judici als lladres s'inicià a Aylesbury Assizes Buckinghamshire el 20 de gener de 1964 i va durar 51 dies.
El 15 d'abril de 1964 es van dictar sentències de 30 anys de presó per a set dels lladres.

## Escapades
Immediatament després del judici dos dels criminals, Charlie Wilson i Ronnie Biggs, escaparen de la presó.
El 12 d'agost de 1964, Wilson escapà de la presó Winson Green Prison de Birmingham. Dues setmanes després d'escapar Wilson es va fer la cirurgia plàstica a París.
El novembre de 1965, Wilson estava a la ciutat de Mèxic visitant els seus amics Bruce Reynolds i Buster Edwards.
11 mesos després de Wilson, Ronnie Biggs escapà de Wandsworth Prison, i inicia un exili per França, Espanya, Austràlia i Brasil durant més tres dècades. Tornà a Anglaterra on va complir vuit anys de presó, sortint en llibertat el 2009 per motius humanitaris. Va morir el 18 de desembre de 2013.

## Recuperació dels diners
2.631.684 lliures van ser robades del tren. La majoria estaven en bitllets d'una i cinc lliures
Només una petita part dels diners es van poder recuperar. Menys de 400.000 lliures van ser finalment recuperades. Roy James portava a sobre 12.041 lliures quan va ser capturat.